# Виселка
Виселка (до 2016 — Петрівське) — село в Україні, у Обухівському районі Київської області. Населення становить 39 осіб.
18 лютого 2016 року село Петрівське перейменоване на Виселка.